# Buxus monticola
Buxus monticola är en buxbomsväxtart som beskrevs av George Edward Schatz och Lowry. Buxus monticola ingår i släktet buxbomar, och familjen buxbomsväxter. Inga underarter finns listade i Catalogue of Life.